# Alèsia
Alèsia fou una ciutat de la Gàl·lia, fundada pels mandubis. El 52 aC els gals, dirigits per Vercingetòrix foren derrotats al Setge d'Alèsia per Juli Cèsar i el cabdill gal fet presoner. Florus diu que la ciutat fou destruïda, però Cèsar no en fa esment. La ciutat va existir fins al segle v.
Actualment l'enclavament arqueològic de l'antiga Alèsia es troba dins el territori municipal d'Alise-Sainte-Reine a la regió de la Borgonya. Les restes del diversos edificis que en resten, van ser inclosos a la llista de monuments històrics de França el 1908 i el 1992. El 2016 formarà part d'un parc de 7.000 hectàrees anomenat MuséoParc Alésia.

## Història

### L'Alèsia gal·la
L'altiplà on està situada Alèsia es devia poblar per primera vegada durant el segle v aC per trobar-se en un punt de trobada de diverses rutes que anaven cap a Massàlia emprades pels qui comerciaven amb els foceus. Progressivament va esdevenir una ciutat gran i segons Diodor de Sicília era el centre religiós i la capital de tots els celtes. Aquest historiador grec narra la llegenda que deia que Alèsia havia estat fundada per Hèracles quan va visitar el territori gal.
Els historiadors antics diuen que el territori era abrupte i els historiadors moderns pensen que podria ser una referència al Mont Auxois.

### Època gal·loromana

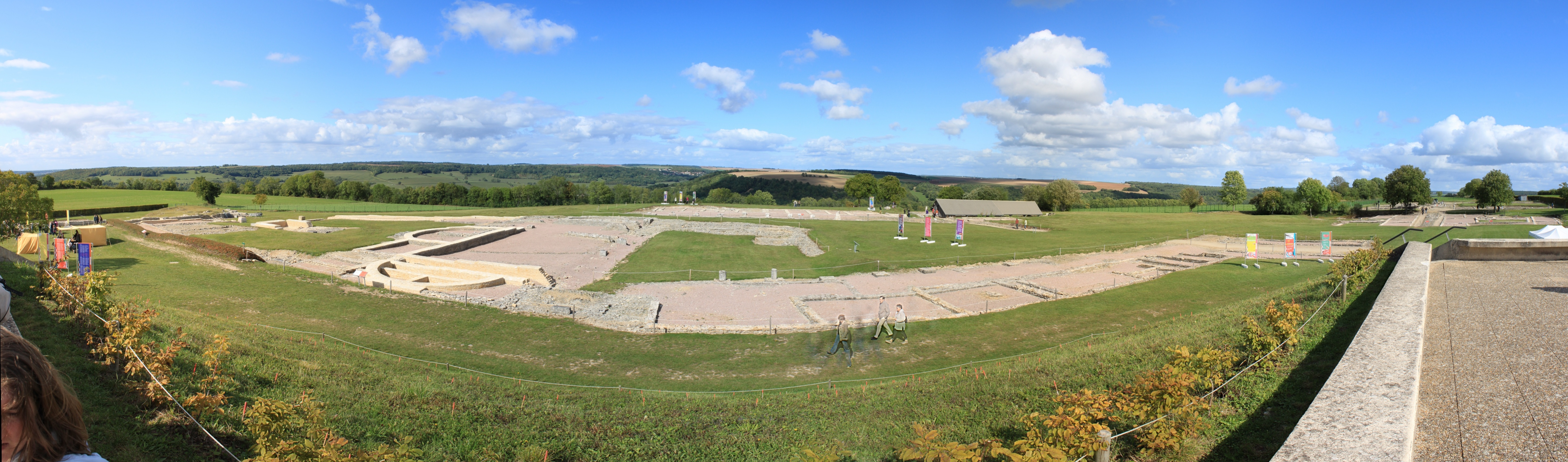
Vista panoràmica del conjunt arqueològic d'Alèsia.

La batalla decisiva en la qual Juli Cèsar va conquerir la Gàl·lia, va tenir lloc aquí. El cabdill Vercingetòrix s'hi havia refugiat i els romans van muntar un setge. S'hi van enfrontar més de 10 legions romanes (uns 60.000 soldats) contra gairebé 80.000 gals dirigits per Vercingetòrix, més uns 200.000 guerrers arribats d'altres pobles celtes per donar-li suport.
La nova ciutat gal·loromana va prosperar gràcies a la fama dels seus artesans treballadors del bronze i va arribar a tenir una població de 4.000 habitants en el seu apogeu. Aquesta època va durar dos segles i mig, fins que a començaments del segle iii fou devastada per les migracions germàniques (francs i alamans), la primera vegada el 269 i una altra el 276, fets que marquen el declivi de la ciutat, que seria abandonada definitivament al segle v.

### Després de la destrucció
En època del rei Napoleó III es va encetar un debat sobre quina podria ser la localització de l'Alèsia esmentada pels antics historiador. Al començament els llocs que es van proposar eren: Alise-Sainte-Reine (a la Borgonya) i Alaise (actual Éternoz, al Frac Comtat); després es va afegir la proposta de Chaux-des-Crotenay, també al Franc Comtat.
El 1784, Pierre Laureau, treballant per al comte d'Artois, va portar a terme unes excavacions al Mont Auxois, en les quals es van trobar unes monedes i inscripcions que permeteren datar les troballes. Per altra banda, el descobriment a Alise-Sainte-Reine, el 1839, d'una inscripció que diu: «ALISIIA» va ser un pas important per la identificació del lloc.

## Jaciment arqueològic
El jaciment arqueològic d'Alèsia consta dels següents elements:

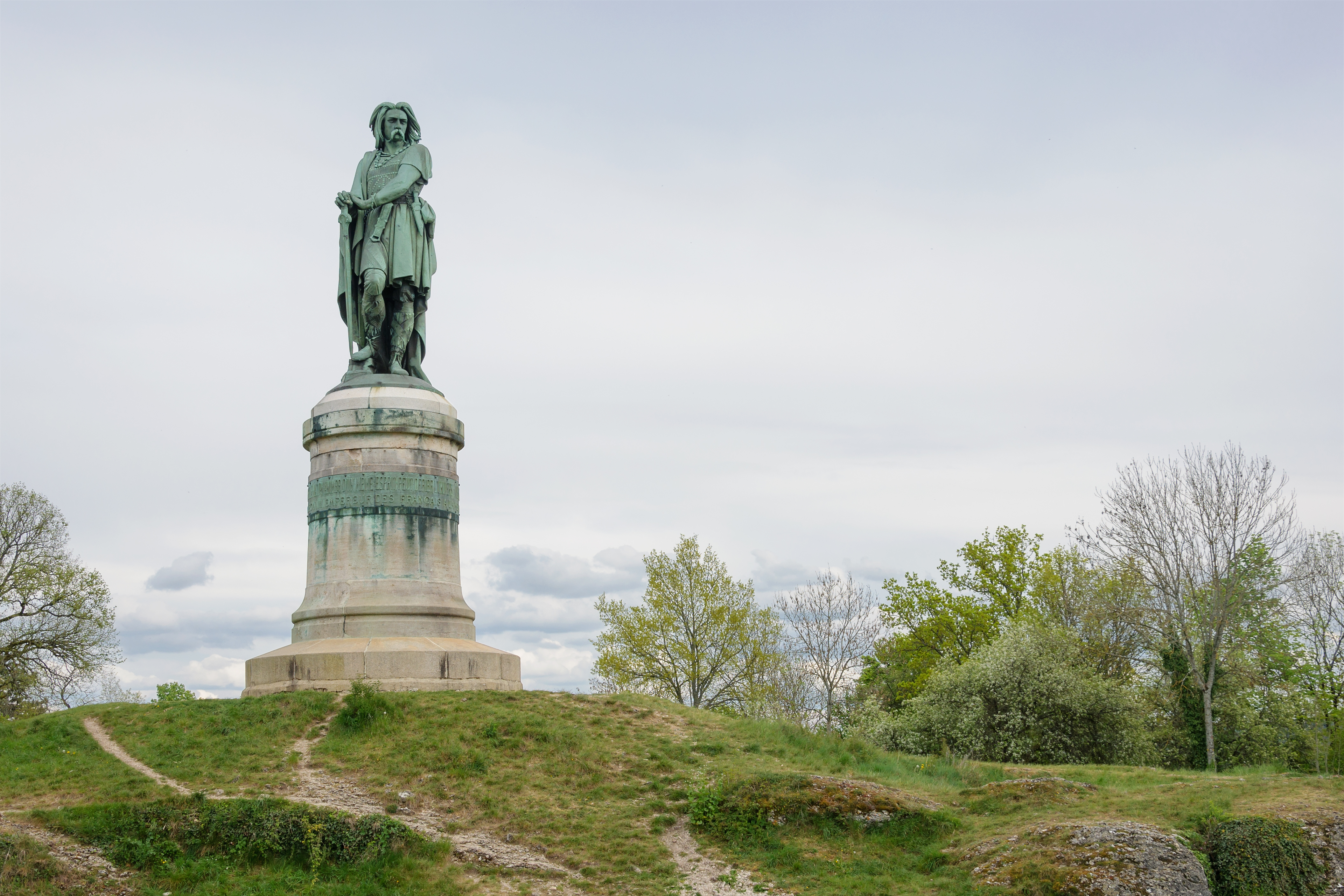
Estàtua de Vercingetòrix, de l'escultor Aimé Millet, erigida el 1865 a prop del lloc, per ordre de Napoleó III.

- Dos accessos fortificats als extrems est i oest de l'oppidum.
- Sectors gremials: d'artesans, de comerciants, etc amb cases construïdes amb materials peribles (fusta, palla) dels quals en subsisteixen els fonaments i els cellers fets de pedra tallada.
- Els carrers, parcialment pavimentats, que connecten les diferents illes d'habitatges.
- Un santuari dedicat a Cíbele que fou saquejat cap al 370.
- Un teatre romà, a l'oest, amb capacitat per 5.000 espectadors.
- Un fòrum romà amb una basílica d'ús religiós.
- El monument d'Ucuetis (un déu celta de la metal·lúrgia) amb un pati voltat de columnes i una sala subterrània excavada dins la roca.
- Un edifici rectangular obert al centre de la ciutat amb decoració d'escultures de guerrers gals.
- Un fanum octogonal, construït al mig d'un gran santuari que devia ser un centre de pelegrinatge.
- Un temple de quatre columnes envoltat per un mur del segle ii, probablement dedicat a Taranis (déu celta del cel i de l'oratge) o a Júpiter (pare dels déus romans també relacionat amb el cel).
- Unes termes romanes constituïdes per diverses sales (palestra, edicle dedicat a una deessa, caldarium, tepidarium ...)
- Restes d'un culte cretenc a santa Regina, del segle v, poc abans que Alèsia fos abandonada.

El 2012 van començar les obres de l'edifici del que serà el Centre d'Interpretació del Parc Arqueològic d'Alèsia.